# Robert Reininger
Robert Reininger (28. září 1869, Linec – 17. června 1955, Vídeň) byl rakouský filozof, následovník Kanta.

## Životopis
Robert Reininger studoval od roku 1888 filozofii a přírodní vědy v Bonnu, Heidelbergu a Vídni a promoval v roce 1893 na Dr. phil. (jako vedlejší obor si zvolil zoologii). V roce 1903 získal Venia legendi pro historii a filozofii na vídeňské univerzitě. V roce 1922 byl jmenován řádným profesorem.
Byl představitelem immanentní filozofie, kdy se jako následovník Kanta zabýval etikou a otázkami teorie poznání.
V letech 1912 až 1939 předsedal filozofickému spolku na vídeňské univerzitě, v roce 1924 se stal členem Rakouské akademie věd a v roce 1940 korespondenčním členem Pruské akademie věd.

## Dílo
- Kants Lehre vom inneren Sinne und seine Theorie der Erfahrung, Vídeń-Lipsko, 1900
- Das Psycho-Physische Problem. Eine erkenntnistheoretische Untersuchung zur Unterscheidung des Physischen und Psychischen überhaupt,Vídeń-Lipsko, 1916
- Friedrich Nietzsches Kampf um den Sinn des Lebens. Der Ertrag seiner Philosophie für die Ethik,Vídeń-Lipsko, 1922
- Metaphysik der Wirklichkeit,Vídeń-Lipsko, 1931
- Hegel. Zur 100. Wiederkehr seines Todestages, 1933
- Wertphilosophie und Ethik. Die Frage nach dem Sinn des Lebens als Grundlage einer Wertordnung, Vídeń-Lipsko, 1939
- Philosophie des Erlebens. Ausgewählt, herausgegeben und eingeleitet von K. Nawratil, Vídeň, 1976